# Eustaquio Giannini
Eustaquio Giannini Bentallol (Badajoz, 20 de septiembre de 1750 - Buenos Aires, noviembre de 1814) era un ingeniero militar español que fue nombrado de manera interina como gobernador intendente del Paraguay de 1808 a 1809.

## Biografía
Hijo de Pedro Giannini Pallavicini, teniente del Regimiento de Infantería de Milán, militar español de origen italiano, de la estirpe de los condes de Francavila, y de su mujer, Magdalena Bentallol, española de Cartagena. Eustaquio Giannini sentó plaza en el ejército español a los 12 años y en 1772 ingresó en la Real Academia Militar de Barcelona. Fue destinado al Ferrol y a La Coruña donde, entre otros trabajos, entre 1788 y 1790, reparó y restauró la Torre de Hércules, junto a su hermano José Giannini, también ingeniero militar, dejándola tal como está hoy. Su otra hermana, Teresa, contrajo matrimonio con Juan Mesía, marqués de Acapulco. 
Contrajo matrimonio en tres ocasiones: en primeras nupcias lo hizo con M. Hermosilla, en segundas con Xaviera Azpilcueta Stafford y en terceras con Tomasa Moyano. Con esta última tuvo por hijos a Prudencio Giannini (también militar y comandante gobernador de Fuerteventura) y a María Dolores Giannini que contrajo matrimonio con el piloto de la armada Francisco Azpilcueta Yáñez. Sus descendientes serían continos de Francavilla. Además, Eustaquio Giannini escribió entre otras obras e informes una memoria en 1791 sobre las posibilidades de hacer navegable el río Miño
En 1804 fue trasladado al Río de la Plata, donde levantó el plano de la ciudad de Buenos Aires (1805). También evaluó las posibilidades de mejorar el puerto de la ciudad, proponiendo un desvío del cauce del Riachuelo, obra que se llevaría a cabo casi un siglo después.
Por pedido del gobernador Velasco se trasladó a Asunción del Paraguay para hacerse cargo de obras públicas. Fue designado,  al igual que Manuel Gutiérrez, para cubrir interinamente el cargo de gobernador en ausencia de Bernardo de Velasco mientras este participaba en la defensa de Buenos Aires contra las Invasiones Inglesas.
Volvió a Buenos Aires y desde allí solicitó su vuelta a España por enfermedad. Los independentistas le ofrecieron la faja de general, que rechazó, y falleció en Buenos Aires en 1814. Su mujer, junto con los dos hijos, regresó a España donde contó que los revolucionarios les confiscaron toda la documentación personal y familiar.